# دهستان پل دو آب
دهستان پل دو آب یک روستا در ایران است که در بخش زالیان واقع شده‌است. دهستان پل دو آب ۷٬۸۴۶ نفر جمعیت دارد.